# Slugovo
Slugovo este o localitate din comuna Cerknica, Slovenia, cu o populație de 12 locuitori.